# Paloma (drag queen)
Hugo Bardin (Clermont-Ferrand, 30 de junio de 1991), conocido profesionalmente como Paloma, es un actor, cantante, director y guionista francés. Es conocida por ganar la primera temporada debut de Drag Race Francia.

## Primeros años
Hugo Bardin nació el 30 de junio de 1991. Tomó sus primeras lecciones de teatro a la edad de cuatro años, lo que dio lugar a su deseo de trabajar en este campo. Tras el bachillerato, que obtuvo en Clermont-Ferrand, su ciudad natal, continuó sus estudios en Cours Florent, en París. Durante este tiempo, ejerció varias profesiones en el campo del teatro, en particular actor, pero también director o peluquero.

## Carrera
La primera experiencia de Bardin como drag queen se remonta a 2008, en una puesta en escena de la obra de teatro llamada "Nur eine Scheibe Brot" de Rainer Werner Fassbinder, representada en la Comédie de Clermont-Ferrand. Sin embargo, Bardin no continuó inmediatamente en el campo de la interpretación drag profesionalmente, sino que favoreció su carrera como actor. Durante este período, Bardin se sintió obligado a "ser más masculino" para obtener un mayor éxito en sus audiciones. Por el contrario, actuar como drag le ofreció la oportunidad de "ser quien quiera, algo así como un superhéroe", lo que finalmente inspiró a Bardin a dedicarse al drag más en serio.
En 2018, Bardin debutó con el personaje de Paloma. El primer nombre de Paloma, que suena español, se inspiró mucho en el cine de Pedro Almodóvar, y también recuerda a Paloma Picasso.
En 2022, el cortometraje homónimo de Paloma, dirigido por ella misma, se estrenó en festivales. El 2 de junio de 2022, se anunció que ella era una de las diez candidatas que competirían en la primera temporada de Drag Race Francia. Tras llegar hasta la final, ganó frente Soa de Muse y La Grande Dame.

## Discografía

### Sencillos

#### Como artista principal
| Año  | Título                                |
| ---- | ------------------------------------- |
| 2022 | «Love, l'artère» con Marc Bret-Vittoz |

#### Como artista invitada
| Año  | Título                                                              |
| ---- | ------------------------------------------------------------------- |
| 2022 | «Boom Boom (Les Sœurs Jacquettes)» con Soa de Muse y La Grande Dame |

## Filmografía

### Televisión
| Año     | Título             | Papel       | Notas              |
| ------- | ------------------ | ----------- | ------------------ |
| 2022    | Drag Race Francia  | Concursante | 10 episodios       |
| 2022    | Une si longue nuit | Stéphanie   | 1 episodio         |
| 2022    | La boîte à secrets | Ella misma  | Performer          |
| 2022    | C l'hebdo          | Ella misma  | Invitada           |
| 2022-23 | Quotidien          | Ella misma  | Invitada           |
| 2023    | Balthazar          | Paloma      | Serie; 4 episodios |

### Series web
| Año  | Título      | Papel    | Notas   |
| ---- | ----------- | -------- | ------- |
| 2022 | Le Parisien | Invitada | Podcast |

| Predecesora: - | Ganadora de Drag Race Francia 2022 | Sucesora: Keiona |